# Вахрева Фаїна Іпатіївна
Фаї́на Іпа́тіївна Ва́хрева (кит. 蔣方良 — Цзян Фанлян; 15 травня 1916 — 15 грудня 2004) — перша леді Китайської республіки (Тайвань) в 1978—88 роках.
Фаїна Вахрева народилася під Оршою. Вона осиротіла в ранньому віці. Виросла в Свердловську, де у віці 16 років, працюючи на Уралмаші, познайомилася з Цзян Цзін-го — сином Чан Кайши. Вони побралися 15 березня 1935 року. У грудні народився старший син, Ерік. Рік потому переїхала з чоловіком до Китаю, де за наполяганням свекра були здійснені повторні шлюбні церемонії, тепер вже за китайським обрядом. Вона пережила трьох своїх синів, які померли незабаром услід за чоловіком. Їх єдина дочка в наш час[коли?] живе в США.
Фаїна Вахрева померла 15 грудня 2004 р. і була похована у присутності президента Чень Шуйбяня та інших офіційних осіб Китайської республіки (Тайвань).